# Peter Petersen (pedagoog)
Peter Petersen (Großenwiehe, 26 juni 1884 - Jena, 21 maart 1952) was een Duits pedagoog. Hij was de grondlegger van het jenaplanonderwijs.
Gedurende zijn tijd als onderwijzer aan de universiteitsschool in de Duitse stad Jena, ontwikkelde hij het onderwijs dat ook wel 'Reformpädagogik' genoemd wordt.
- Biblioteca Nacional de España: XX1069284
- Bibliothèque nationale de France: cb13740300f (data)
- Catàleg d'autoritats de noms i títols de Catalunya: 981058595924506706
- Gemeinsame Normdatei: 118593153
- International Standard Name Identifier: 0000 0000 8096 9065
- Library of Congress Control Number: n86087700
- Nationale Bibliotheek van Tsjechië: jn20021115002
- Nationale Bibliotheek van Israël: 987007266417505171
- Nationale Bibliotheek van Polen: a0000002795334
- Nederlandse Thesaurus van Auteursnamen: 069245479
- Istituto Centrale per il Catalogo Unico: UTOV555231
- LIBRIS: 309245
- Système universitaire de documentation: 030031036
- Virtual International Authority File: 17400366
- WorldCat: E39PBJdGJGwhBhQtGGRMb64Dv3